# توماس إيفانز (سياسي)
توماس إيفانز (بالإنجليزية: Thomas Evans)‏ هو سياسي أمريكي، ولد في 25 نوفمبر 1848، وتوفي في 25 سبتمبر 1919 بسبب حادث مرور. انتخب عضو جمعية ولاية ويسكونسن.